# Michael Bresciani
Michael Bresciani (Desenzano del Garda, 20 december 1994) is een Italiaans baan- en wegwielrenner die anno 2019 rijdt voor Bardiani CSF.

## Carrière
Als junior werd Bresciani in 2011, samen met Simone Consonni, Damiano Cima en Davide Martinelli (en Matteo Cigala, die de finale niet reed), tweede op het nationale kampioenschap ploegenachtervolging. Twee dagen later werd hij ook tweede in de puntenkoers, waar enkel Nicolas Marini meer punten verzamelde. Een jaar later werd hij, op de weg, vijfde in de eerste etappe van de GP Rüebliland. Op de baan won hij dat jaar, samen met Jakub Mareczko en Alberto Dell'Aglio, het nationale kampioenschap teamsprint.
Tussen 2013 en 2017 won Bresciani verschillende Italiaanse amateurkoersen en werd hij onder meer vijfde in Parijs-Chauny en achtste in de Circuito del Porto. Op de baan werd hij in 2017, samen met Francesco Castegnaro, Piergiacomo Marcolina en Alex Buttazzoni, nationaal kampioen ploegenachtervolging.
Per 1 juni 2017 werd Bresciani prof bij Bardiani CSF. Die ploeg bood hem een contract, nadat Stefano Pirazzi en Nicola Ruffoni vanwege dopinggebruik waren ontslagen. Bij zijn eerste race voor de ploeg, het nationale kampioenschap op de weg, werd hij echter zelf betrapt op het gebruik van furosemide, een vochtafdrijvende pil. Van de UCI kreeg hij een schorsing van slechts twee maanden, omdat hij niet de intentie had om het middel te misbruiken.

## Baanwielrennen

### Palmares
| Jaar     | IK                                | EK       | WK       | Overig   |
| Junioren | Junioren                          | Junioren | Junioren | Junioren |
| -------- | --------------------------------- | -------- | -------- | -------- |
| 2011     | Ploegenachtervolging, Puntenkoers |          |          |          |
| 2012     | Teamsprint                        |          |          |          |
| Elite    |                                   |          |          |          |
| 2014     | Ploegenachtervolging              |          |          |          |

## Ploegen
- 2015 –  Roth-Škoda
- 2017 –  Bardiani CSF (vanaf 1-6)
- 2018 –  Bardiani CSF
- 2019 –  Bardiani CSF

Albanese · Andreetta · Barbin · Boem · Bresciani · Ciccone · Maestri · Maronese · Pacinotti · Pirazzi · Rota · Ruffoni · Simion · Sterbini · Tonelli · Velasco · Wackermann · Zardini · Fortunato (stagiair) · Orsini (stagiair)
Albanese · Andreetta · Barbin · Bresciani · Carboni · Ciccone · Guardini · Maestri · Maronese · Orsini · Rota · Savini · Senni · Simion · Sterbini · Tonelli · Wackermann
Albanese · Barbin · Bresciani · Carboni · Covili · Guardini · Maestri · Maronese · Orsini · Pessot · Romano · Rota · Savini · Senni · Simion · Tonelli · Wackermann